# Elizeth Cardoso
Elizeth Moreira Cardoso (Rio de Janeiro, 16 de juliol de 1920 — Rio de Janeiro, 7 de maig de 1990) va ser una cantant brasilera, una de les figures clau en l'aparició del gènere de la bossa nova.
Coneguda com La Divina, és considerada una de les més grans cantants i intèrprets de la música brasilera de tots els temps. Reverenciada pel públic i per la crítica nacional i internacional, transità des del xoro a la samba-cançó i després a la bossa nova.

## Primers anys
Elizeth –o Elisete– Moreira Cardoso va néixer al carrer Ceará, al suburbi de São Francisco Xavier, a prop del Turó de Mangueira, el 1920. De família pobra, tenia el somni de ser artista, i el pare la duia a cantar pels barris de la Zona Nord carioca, cobrant una entrada dels altres nens per sentir-li cantar els èxits de Vicente Celestino.
El seu pare, Jaime Moreira Cardoso, era seresteiro –tocava la guitarra i cantava serenates– i s'enduia la filla en les seves presentacions. La mare, Maria José Pilar, era mestressa de casa i li agradava cantar. La família freqüentava cases de samba i festivals de música popular de la ciutat, a més de conviure amb grans músics, a casa de Tia Ciata, que era amiga dels seus pares i dels seus oncles Ivone i Pedro. De nena, Elizeth Cardoso també posà en pràctica la seva vocació d'escriptora i d'actriu: solia escriure i presentar peces teatrals per als nens del veïnat, tenint sempre com a inspiració les músiques de Celestino.
Després de concloure els estudis primaris, tant ella com els seus cinc germans van haver d'ajudar a casa. Elizeth va començar a treballar als deu anys i, entre 1930 i 1935, va ser dependenta, treballadora d'una fàbrica de sabons i perruquera.

## Carrera musical

### Inicis
La vida de Elizeth Cardoso va començar a canviar als 16 anys. En una festa d'aniversari ella va cantar davant de diversos amics també músics del pare i de l'oncle, que hi estaven convidats, com Pixinguinha, Dilermando Reis i Jacob do Bandolim. Després de fer una prova a Ràdio Guanabara, va començar la carrera musical d'Elizeth Cardoso, que aviat enregistrà un disc.

El 1936 va actuar en el Programa Suburbano de Ràdio Guanabara, al costat de Vicente Celestino, Araci de Almeida, Moreira da Silva, Noel Rosa i Marília Batista. Va ser contractada per a un programa setmanal i va anar gravant un disc rere l'altre.

Elizeth el 1955

### Estil
A més del xoro, Elizeth Cardoso es va consagrar com una de les grans intèrprets del gènere samba-cançó (sorgit en la dècada de 1930), al costat de Maysa, Nora Ney, Dalva de Oliveira, Ângela Maria i Dolores Duran. El gènere, com el bolero, exalta el tema amor-romàntic o el sofriment d'un amor no realitzat. La samba-canção va antecedir el moviment de la bossa nova, que no sorgiria fins a finals de la dècada de 1950.

Cardoso va migrar del xoro a la samba-cançó i d'aquesta a la bossa nova; al 1958 gravava l'LP Canção do Amor Demais, considerat axial en la inauguració d'aquest moviment, sorgit el 1957. Aquest disc antològic recollia, també de l'autoria de Vinícius de Moraes i Tom Jobim, cançons com Chega de Saudade, Luciana, As Praias Desertas i Outra Vez. La melodia de fons va ser composta amb la participació d'un jove de Bahia que tocava la guitarra de manera original i inèdita: João Gilberto.

Nat King Cole, Elizet Cardoso i Booker Pittman, 1959

### Anys cinquanta, seixanta i setanta
L'any 1955 va ser portada de la Revista da Música Popular, i va merèixer els millors comentaris: «Una altra estrella que guanya per la calma i la suavitat dels seus moviments. […] Elizeth Cardoso és una cantant de classe i coneix el seu art millor que molts que hi ha per aquí». L'any 1957 la revista Radiolândia la proclamava la «millor cantant de l'any». L'any 1959 obria el concert del cantant nord-americà Nat King Cole, al Maracanãzinho.

El 1960 va gravar un jingle per a la campanya vice-presidencial de João Goulart. Els anys 1960 va presentar el programa de televisió Bossaudade (TELE Record, Canal 7, São Paulo). El 12 d'octubre de 1964, en un espectacle al Teatre Municipal de São Paulo, va interpretar Bachianas Brasileiras nº 5, d'Heitor Villa-Lobos, i obtingué crítiques excel·lents.

Elizeth Cardoso, 1960.

L'abril de 1965 va conquerir el segon lloc en l'estrena del 1r Festival de Música Popular Brasilera (TELE Record) interpretant Valsa do amor que não vem (Baden Powell i Vinícius de Moraes); el primer lloc seria per a Elis Regina, amb Arrastão. Elizeth Cardoso va constituir un referent i una influència decisiva per a diversos cantants que vindrien després, com Maysa, per exemple.

El 1968 es va presentar en un espectacle que esdevindria històric i que va ser considerat el punt culminant de la seva carrera, en el Teatre João Caetano de Rio de Janeiro. Amb l'objectiu de recaptar fons per al Museu da Imagem e do Som, concebut pel Consell Superior de Música Popular i creat sota la direcció de Ricardo Cravo Albin, l'espectacle, que seria enregistrat i després s'editaria en dos discos, va reunir Elizeth Cardoso, Jacob do Bandolim i el Zimbo Trio. Seguiria una gira per tota l'Amèrica Llatina –Mèxic, Guatemala, Veneçuela, Colòmbia, Bolívia, Xile, Argentina, Paraguai i Uruguai, i al 1970 una gira pels Estats Units.

Elizeth Cardoso durant l'enregistrament del seu LP amb Moacyr Silva, 1960

L'any 1975, convidada personalment pel director del festival, Bernard Chévy, va participar al Midem, el Mercat Internacional de Discos i Editors de Música, celebrat a Canes.

### Cinema i televisió
Amb la seva carrera musical ben establerta, Cardoso va participar com a actriu i cantant en la televisió i el cinema. Al 1951 va debutar al cine cantant Canção de amor a la pel·lícula Coração Materno, de Gilda de Abreu. L'any 1952 va actuar a O Rei do samba, de Luiz de Barros, i a É Fogo na Roupa, de Watson Macedo, en la qual va interpretar la samba-canção Ingratidão. El 1956 va treballar a la pel·lícula Carnaval em La Maior, d'Adhemar Gonzaga. El 1959 en la pel·lícula Orfeu do Carnaval, de Marcel Camus, amb les cançons Manhã de Carnaval i Samba de Orfeu, i també a Garota Enxuta, dirigida per Darcy Evangelista.
El 1960, el programa Nossa Elizeth va debutar a TV Continental a Rio de Janeiro, al costat del guitarrista Baden Powell.

## Vida personal
Als disset anys se n'anà a viure amb el futbolista Leônidas da Silva. Després d'adoptar una criatura que havia trobat al carrer –Tereza Carmela Moreira Cardoso–, es va separar i va tornar a casa dels pares. Va conèixer després Ari Valdez, un cavaquinista, comediant i compositor de música popular brasilera, amb qui es va casar i va tenir un fill, Paulo Cezar Cardoso Valdez. Es van separar el 1947. En aquells anys, per sostenir casa seva i els seus fills feia de taxista, quan no tenia actuacions. Més endavant es va relacionar successivament amb tres mestres de l'època: Dedé, Evaldo Rui i Paulo Rosa. El 1966 es va enamorar del cantant i compositor Cyro Monteiro, amb qui gravà també un LP.
Frequentadora assídua de l'escola de samba Bola Preta, va arribar a ser, uns quants anys, padrina del famós club carnavalesc de la Zona Centre carioca.

## Reconeixements
Anomenada amb admiració «A Divina», en una apel·lació creada per Haroldo Costa, va ser designada també com «A Magnífica» o «Mulata Maior».
L'any 1969 va rebre el premi Estácio de Sá, pels seus serveis a la Música Popular Brasilera, lliurat en un sopar ofert pel Govern de Rio de Janeiro. En aquesta ocasió, un estudi musical va ser batejat amb el seu nom.
Al 1993 es va publicar una biografia de la cantant titulada Elisete Cardoso, uma vida, obra del periodista Sérgio Cabral.
Amb les celebracions del que hauria estat el seu 90è aniversari, se li va fer un homenatge de l'Institut Moreira Salles, amb una exposició fotogràfica, un recull dels seus programes de la televisió i un espectacle musical amb la cantant Áurea Martins. El 2018 fou homenatjada en el musical "Elizeth, a Divina", estrenat al Teatro Maison de France, a Rio de Janeiro.
Quan hauria complert 101 anys de vida, Google li va dedicar el seu Doodle.

## Discografia
Elizeth Cardoso va editar més de 40 LPs al Brasil i en va gravar d'altres a Portugal, Veneçuela, Uruguai, Argentina i Mèxic. De 1950 fins al 1954, només va gravar cançons en discos de 78 rpm.

### Àlbums d'estudi com a solista
- Canções à Meia Luz (1955)
- Fim de Noite (1956)
- Noturno (1957)
- Música e Poesia de Fernando Lobo (1957)
- A Composer in Two Times – Jubileu de Prata de Herivelto Martins (1957)
- Canção do Amor Demais (1958)
- Retrato da Noite (1958)
- Naturalmente (1958)
- Magnífica (1959)
- A Meiga Elizeth (1960)
- A Meiga Elizeth nº 2 (1962)
- Grandes Momentos (1963)
- A Meiga Elizeth nº 3 (1963)
- Elizeth Interpreta Vinícius (1963)
- A Meiga Elizeth nº 4 (1963)
- A Meiga Elizeth nº 5 (1964)
- Quatrocentos Anos de Samba (1965)
- Elizete Sobe o Morro (1965)
- Muito Elizeth (1966)
- A Enluarada Elizeth (1967)
- Momento de Amor (1968)
- Falou e Disse (1970)
- Preciso Aprender a Ser Só (1972)
- Mulata Maior (1973)
- Feito em Casa (1974)
- Elizeth Cardoso (1976)
- A Cantadeira do Amor (1978)
- O Inverno do Meu Tempo (1979)
- Outra Vez Elizeth (1982)
- Ary Amoroso (1991)

### Álbums d'estudi en conjunts
- Sax Voz (1960)
- Sax Voz nº 2 (1961)
- A Bossa Eterna de Elizeth e Cyro (1966)
- A Bossa Eterna de Elizeth e Ciro nº 2 (1969)
- Elizeth Cardoso e Silvio Caldas Vol. I (1971)
- Elizeth Cardoso e Silvio Caldas Vol. II (1971)
- Todo o Sentimento (1991)

### Álbums en directe com a solista o en conjunts
- Ao Vivo no Teatro João Caetano Vol. I (1968)
- Ao Vivo no Teatro João Caetano Vol. II (1968)
- Elizeth e Zimbo Trio Balançam na Sucata (1969)
- Elizeth no Bola Preta com a Banda do Sodré (1970)
- É de Manhã (1970)
- Elizeth Cardoso em Tokyo (1977)
- Elizethíssima (1981)
- Recital (1982)
- Elizeth - Uma Rosa para Pixinguinha (1983)
- Leva Meu Samba (1984)
- Luz e Esplendor (1986)